# Vacaville
Vacaville est une municipalité du comté de Solano, dans l'État de Californie, aux États-Unis.

## Histoire
Vacaville est fondée en 1852 par William McDaniel, sur une partie des terres de la concession mexicaine Rancho Los Putos, achetées à  Manuel Cabeza Vaca. Elle reçoit le statut de ville le 9 août 1892. Elle se développe grâce à un relais du Pony Express et aux fermes et compagnies agricoles qui prospèrent dans la Vallée de Vaca. Les environs de Vacaville accueillent, entre les deux guerres mondiales, la plus grande communauté d'Issei.
Le centre d'activités The Nut Tree contribue à la renommée de la ville. Il s'y tient annuellement un Festival des Oignons, qui disparaît en 2000, à la suite de la fermeture de l'usine de conditionnement d'oignons.

## Géographie

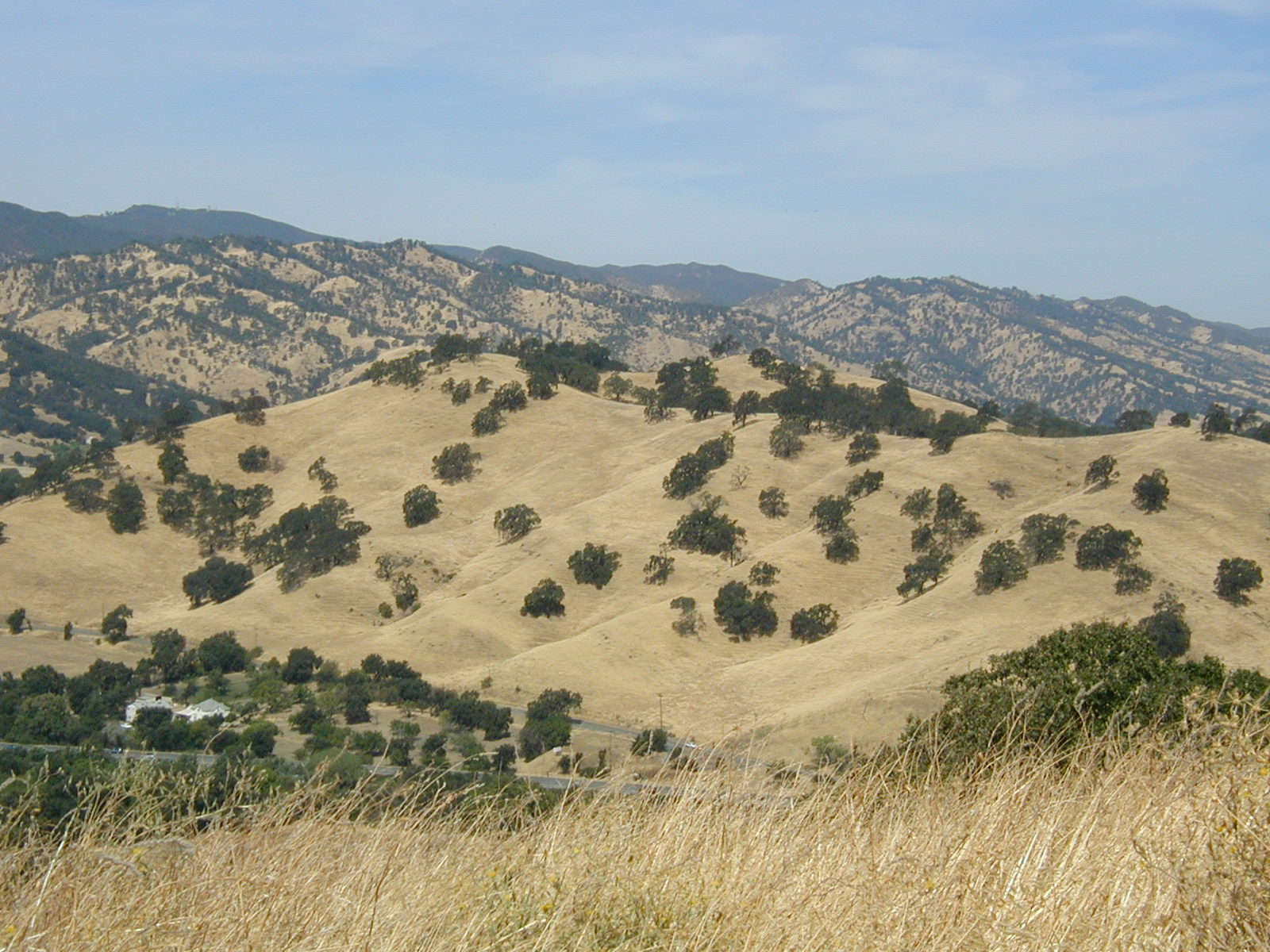
Les Montagnes de Vaca en été

Vacaville a pour coordonnées géographiques 38° 21′ 14″ N, 121° 58′ 22″ O (38° 21′ 14″ N, 121° 58′ 22″ O). La ville est à 53 m d'altitude. Elle est située entre San Francisco et Sacramento.
Selon le Bureau du recensement des États-Unis, la ville a une superficie de 70,10 km2, dont près de 100 % en terres. Exception faite du canal Putah sud et de quelques ruisseaux mineurs, le seul plan d'eau significatif de la ville est le lac de Lagoon Valley (0,42 km2).
Les communautés d'Allendale et Elmira sont géographiquement proches de Vacaville.
En été (DST), la ville est dans le fuseau horaire PDT (UTC−07:00).
Position des villes situées dans un rayon de moins de 24 km de Vacaville :

## Démographie
| Groupe            | Vacaville | Californie | États-Unis |
| ----------------- | --------- | ---------- | ---------- |
| Blancs            | 66,3      | 57,6       | 72,4       |
| Afro-Américains   | 10,3      | 6,2        | 12,6       |
| Autres            | 8,8       | 17,0       | 6,2        |
| Métis             | 7,0       | 4,9        | 2,9        |
| Asiatiques        | 6,1       | 13,1       | 4,8        |
| Amérindiens       | 0,9       | 1,0        | 0,9        |
| Océaniens         | 0,6       | 0,4        | 0,2        |
| Total             | 100       | 100        | 100        |
|                   |           |            |            |
| Latino-Américains | 22,9      | 37,6       | 16,7       |

Selon l'American Community Survey, pour la période 2011-2015, 81,76 % de la population âgée de plus de 5 ans déclare parler l'anglais à la maison, 11,79 % déclare parler l'espagnol, 2,13 % le tagalog, 0,60 % une langue chinoise et 3,72 % une autre langue.
| 1870 | 1880 | 1890 | 1900  | 1910  | 1920  |
| ---- | ---- | ---- | ----- | ----- | ----- |
| 343  | 361  | 725  | 1 220 | 1 177 | 1 254 |

| 1930  | 1940  | 1950  | 1960   | 1970   | 1980   |
| ----- | ----- | ----- | ------ | ------ | ------ |
| 1 556 | 1 614 | 3 169 | 10 898 | 21 690 | 43 367 |

| 1990   | 2000   | 2010   | - | - | - |
| ------ | ------ | ------ | - | - | - |
| 71 479 | 88 625 | 92 428 | - | - | - |

## Administration municipale et vie politique
Les codes postaux de Vacaville sont 95687, 95688 et 95696. L'indicatif téléphonique est le 707.
En 2010, Vacaville est représentée au Sénat de l'État par le démocrate Bill Dodd et à l'Assemblée de l'État de Californie par le démocrate Jim Frazier, et au Congrès des États-Unis par le démocrate John Garamendi.
Deux prisons d'État sont situées dans la commune : la Prison de l'État de Californie à Solano (California State Prison, Solano) et l'Établissement médical de Californie (California Medical Facility). Ce dernier accueille des prisonniers nécessitant des soins médicaux.

## Économie

### Revenus
En 2000, le revenu annuel moyen par foyer est 57 667 $ (45 176 €). Celui d'une famille est 63 950 $ (50 100 €). Les hommes ont un revenu annuel moyen de 43 527 $ (34 099 €), supérieur de 37,1 % à celui des femmes, qui s'établit à 31 748 $ (24 871 €). Le revenu par tête est de 21 557 $ (16 888 €).
En 2000, 4,3 % des familles et 6,1 % de la population vivent en dessous du seuil de pauvreté. Cela concerne 7,4 % des moins de 18 ans et 4,8 % des plus de 65 ans.

### Activité économique
La principale activité économique de la ville est le commerce de détail. Une grande partie des clients provient de la Bay Area. En particulier, la zone Premium Outlet comporte 120 magasins d'usine,.
Dans le domaine industriel, la ville abrite des usines pharmaceutiques et de biotechnologies de Genentech, ALZA Corporation, Kaiser Permanente et Novartis International AG.

## Transports
Vacaville est située sur l'autoroute (Interstate) 80 reliant San Francisco et la Bay Area à Sacramento. Par la route, la ville est à 40 minutes du centre de San Francisco et à vingt minutes de celui de Sacramento. C'est la ville qui a le plus fort pourcentage au monde de véhicules électriques, ce qui lui vaut le surnom de « Voltageville ».

## Culture
Le film The All-American Boy (en), de l'acteur et réalisateur Jon Voight (1973), est filmé à Vacaville.
La société de jazz Vaca (Vaca Jazz Society) organise, depuis 1999, un festival annuel de jazz. Le week-end de la fête du travail, le Downtown Vacaville Business Improvement District propose le festival « Art, vin et bière » (Art, Wine & Brew Festival).

### La ville dans les œuvres de fiction
Dans l'épisode 5 de la quatrième saison d'Esprits criminels (2009-2010), le meurtrier en série commet un de ses forfaits à Vacaville.
Dans le roman policier Gémeaux, de Maud Tabachnik (1998), le criminel Dominique Genosi est emprisonné à Vacaville, avant de s'évader lors de son transfert à San Francisco.

### Musique
Le groupe de Metal alternatif Papa Roach en est originaire.

## Tourisme
Vacaville possède quatorze hôtels.
Les Vacaville Fiesta Days sont célébrés annuellement. Le Jour de la tomate (Tomato Day) a lieu depuis 2001, à la Morningsun Herb Farm.

## Enseignement
La ville possède deux districts scolaires publics et un district universitaire communautaire, ainsi que des établissements secondaires et supérieurs privés.

### Écoles primaires et secondaires

#### District scolaire unifié de Vacaville

##### Écoles primaires
- École primaire Alamo (Alamo Elementary)
- École primaire de la Vallée de Browns (Browns Valley Elementary)
- École primaire Cooper (Cooper Elementary)
- École primaire Edwin Markham (Edwin Markham Elementary)
- École primaire Eugene Padan (Eugene Padan Elementary)
- École primaire Fairmont (Fairmont Elementary)
- École primaire Hemlock (Hemlock Elementary)
- École primaire Jean Callison (Jean Callison Elementary)
- École primaire Orchard (Orchard Elementary)
- École primaire Sierra Vista (Sierra Vista Elementary)

##### Collèges
- Collège Vaca Pena (Vaca Pena Middle School)
- Collège Willis Jepson (Willis Jepson Middle School)

##### Lycées
- Lycée Buckingham Charter Magnet (Buckingham Charter Magnet High School)
- Lycée Country[11] (Country High School)
- Lycée de Vacaville[12] (Vacaville High School)
- Lycée Will C. Wood[13] (Will C. Wood High School)
- Formation pour adultes (Adult Education)

#### District scolaire unifié de Travis

##### Écoles primaires
- École primaire Cambridge (Cambridge Elementary)
- École primaire Foxboro (Foxboro Elementary)
- École primaire Centre (Center Elementary)
- École primaire de Travis (Travis Elementary)
- École primaire Scandia (Scandia Elementary)

##### Écoles secondaires
- Collège de l'Ouest doré (Golden West Middle School)
- Lycée Vanden (Vanden High School)
- Centre éducatif de Travis (Travis Education Center)
- École de jour communautaire de Travis (Travis Community Day School)

#### Établissements privés
- Écoles maternelle et primaire luthériennes de Bethany (Bethany Lutheran Preschool and Elementary School)
- Académie de la foi (Faith Academy, indépendante)
- École paroissiale Notre-Dame (Notre Dame Parochial School)
- Adventistes de Vacaville (Vacaville Adventist, mormonne)
- Écoles chrétiennes de Vacaville (Vacaville Christian Schools), de la maternelle à la sixième.

### Enseignement supérieur
La ville est rattachée au district du Collège de la communauté de Solano (Solano Community College). Celui-ci propose, entre autres, un diplôme de niveau baccalauréat + 2 (Associate degree) en biotechnologie, qui a des débouchés dans l'industrie locale.
Les autres établissements d'enseignement supérieur sont l'Académie maritime de Californie (California Maritime Academy), le Collège de médecine ostéopathique de l'Université Touro (Touro University College of Osteopathic Medicine), l'Université Chapman (Chapman University) et l'Université de Phoenix (The University of Phoenix).

## Environnement
La région de Vacaville abrite de nombreuses espèces rares ou menacées. Les plantes menacées d'extinction se trouvent dans les mares de printemps de Vacaville et ses alentours. Ce sont surtout les espèces Legenre limosa, Plagiobothrys hystriculus, Downingia humilis, Lasthenia conjugens (Contra Costa goldfields) et Trifolium amoenum. Ce dernier est maintenant considéré comme disparu dans le comté de Solano.

## Personnalités liées à la ville
- Dennis Alexio, acteur et kickboxer professionnel, né à Vacaville.
- Chris Begley, musicien et animateur du groupe Fight Fair[15], élevé à Vacaville, où il fait son lycée[16].
- Jarrett Bush, joueur de la NFL, aux Packers de Green Bay, né et élevé à Vacaville.
- Kyle DeVan, joueur professionnel de football américain, élève au Lycée de Vacaville.
- Jermaine Dye, joueur professionnel de baseball dans la Major League Baseball, champ droit aux White Sox de Chicago[17], né à Vacaville.
- Xzavie Jackson, ailier défensif des Bengals de Cincinnati, originaire de Vacaville[18],[19].
- Willis Linn Jepson, botaniste, né à Vacaville[20].
- Edwin Markham, élève à Vacaville.
- Jeff Marquez, lanceur pour l'équipe triple AAA des Chicago White Soxteam, né à Vacaville.
- Papa Roach, groupe de rock.
- Jacoby Shaddix, chanteur professionnel, élève au lycée à Vacaville[21].
- Casey Sheehan, récipiendaire posthume de l'Étoile de bronze avec palmes, le 4 avril 2004, pour ses actions en Irak[22], vivait à Vacaville.
- Cindy Sheehan, activiste politique, a vécu à Vacaville.
- Thomas Williams (en), linebacker pour les Trojans de l'USC[23],[24], a été élève du Lycée de Vacaville.
- Edmund Kemper, tueur en série, emprisonné à Vacaville
- Stefan Janoski, skateboarder né à Vacaville
- Bonnie McKee, auteure-compositrice interprète, née à Vacaville
- Kristina Esfandiari, musicienne américaine ayant grandi à Vacaville[25]